# Punta Gorda Airport (Florida)

i7
i11
i13
Der Punta Gorda Airport (IATA-Code: PGD, ICAO-Code: KPGD) ist der Verkehrsflughafen der amerikanischen Kleinstadt Punta Gorda im US-Bundesstaat Florida.

## Lage und Verkehrsanbindung
Der Punta Gorda Airport liegt sechs Kilometer südöstlich des Stadtzentrums von  Punta Gorda. Westlich des Flughafens verläuft die Interstate 75, diese teilt sich die Trasse mit der Florida State Road 93.
Größere Flughäfen in der Nähe sind der rund 50 km südöstlich gelegene Southwest Florida International Airport und der rund 75 km nordwestlich gelegene Sarasota–Bradenton International Airport.
Punta Gorda Airport ist nicht in den Öffentlichen Personennahverkehr eingebunden. Die Fluggäste müssen auf Mietwagen und Taxis zurückgreifen.

## Geschichte
Die Planungen für das Punta Gorda Army Airfield begannen im Jahr 1941. Drei Jahre später erreichte die Zahl der Soldaten in den Kasernen ihren Höhepunkt, sie lag bei 1.000 Personen. Außerdem waren zum gleichen Zeitpunkt zwei Staffeln von Militärpiloten in Ausbildung in Punta Gorda stationiert. Die 40 P-40 Warhawk wurden später gegen P-51 Mustang  getauscht. Sie waren Teil des 3rd Fighter Command der Third Air Force mit Sitz auf dem Drew Field bei Tampa. Zusätzlich verfügte das Punta Gorda Army Airfield über Transportflugzeuge der Typen C-45 und C-47. In Punta Gorda fand für die Piloten der Jagdflugzeuge die finale Ausbildung vor dem Kriegseinsatz statt.
Nach dem Ende des Krieges gab die War Assets Administration das Gelände an das Charlotte County ab. 1965 schuf die Legislative von Florida die Charlotte County Development Authority, einen unabhängigen Sonderbezirk mit Steuerbehörde. Die Gesetze wurden im Laufe der Jahre mehrmals geändert und 1993 wurden die steuerlichen Befugnisse aufgehoben. 1998 wurde das Gesetz neu kodifiziert und der Name in Charlotte County Airport Authority geändert.
Ab dem Jahr 2007 boten DayJet und Skybus Airlines Linienflüge an. Allerdings stellten beide Fluggesellschaften ihren Betrieb im Laufe des Folgejahres ein, zuerst betraf dies am 5. April Skybus Airlines und am 19. September DayJet. Am 22. November 2008 nahm Direct Air Flüge in Punta Gorda auf. Am 5. März 2009 folgte Allegiant Air. Im gleichen Jahr wurde die Oberfläche der Rollbahnen A und C erneuert und auf 18 Meter verbreitert. Zwei Jahre später folgte die Umbenennung des Flughafens von Charlotte County Airport in Punta Gorda Airport. Des Weiteren kam in diesem Jahr Vision Airlines als dritte Fluggesellschaft hinzu. Im Februar 2012 wurde ein neuer Kontrollturm in Betrieb genommen. 2012 stellte Direct Air den Betrieb ein, während Vision Airlines die Flüge zum Punta Gorda Airport einstellte. Im Mai 2016 wurde eine Erweiterung des Passagierterminals abgeschlossen. Im Herbst 2016 verlegte Frontier Airlines einige Linienflüge von Fort Myers nach Punta Gorda. Im Juli 2017 kündigte Frontier Airlines jedoch an, im folgenden Herbst keine Flüge mehr in Punta Gorda anzubieten, sodass Allegiant Air wieder zur einzigen Fluggesellschaft des Flughafens wurde.

## Flughafenanlagen

Flughafendiagramm

### Start- und Landebahnen
Der Punta Gorda Airport verfügt insgesamt über drei Start- und Landebahnen, welche in einer Dreiecksform angelegt sind. Die östliche Bahn 04/22 ist die wichtigste Start- und Landebahn des Flughafens. Sie ist 2192 m lang und 46 m breit. Sie kreuzt an ihrem südlichen Ende die westliche Bahn 15/33. Diese ist 1734 m lang und ebenfalls 46 m breit. Die nördliche Bahn 09/27 ist 803 m lang und 18 m breit. Sie dient der Allgemeinen Luftfahrt.

### Terminal
Der Flughafen verfügt über ein Passagierterminal mit acht Flugsteigen. Es verfügt über keine Fluggastbrücken. Das Terminal befindet sich an der westlichen Seite des Flughafengeländes, neben der Start- und Landebahn 15/33. Das Terminal ist nach den aus Punta Gorda stammenden Bailey-Brüdern benannt, welche am Zweiten Weltkrieg, am Koreakrieg und am Vietnamkrieg teilnahmen.

### Sonstige Einrichtungen
Der Kontrollturm befindet sich am westlichen Ende des Flughafens, rund 300 m nordwestlich des Passagierterminals.

## Fluggesellschaften und Ziele
Der Punta Gorda Airport wird im Linienverkehr ausschließlich von der Fluggesellschaft Allegiant Air angeflogen. Diese bietet Direktflüge zu 52 nationalen Zielen an.

## Verkehrszahlen
| Jahr | Passagierzahlen | Flugbewegungen |
| ---- | --------------- | -------------- |
| 2020 | 1.189.681       |                |
| 2019 | 1.644.916       |                |
| 2018 | 1.577.164       |                |
| 2017 | 1.293.337       | 68.284         |
| 2016 | 1.118.303       | 67.694         |
| 2015 | 836.472         | 64.701         |
| 2014 | 628.075         | 54.521         |
| 2013 | 333.611         | 70.262         |
| 2012 | 219.357         | 74.903         |
| 2011 | 291.626         | -              |
| 2010 | 182.423         | -              |

### Verkehrsreichste Strecken
| Rang | Stadt                       | Passagiere | Fluggesellschaften |
| ---- | --------------------------- | ---------- | ------------------ |
| 01   | Cincinnati, Ohio            | 42.430     | Allegiant          |
| 02   | Indianapolis, Indiana       | 29.210     | Allegiant          |
| 03   | Grand Rapids, Michigan      | 26.830     | Allegiant          |
| 04   | Flint, Michigan             | 26.150     | Allegiant          |
| 05   | Belleville, Illinois        | 22.240     | Allegiant          |
| 06   | Rockford, Illinois          | 22.220     | Allegiant          |
| 07   | Fort Wayne, Indiana         | 22.060     | Allegiant          |
| 08   | Peoria, Illinois            | 20.770     | Allegiant          |
| 09   | Columbus–Rickenbacker, Ohio | 20.670     | Allegiant          |
| 10   | South Bend, Indiana         | 20.030     | Allegiant          |

## Trivia

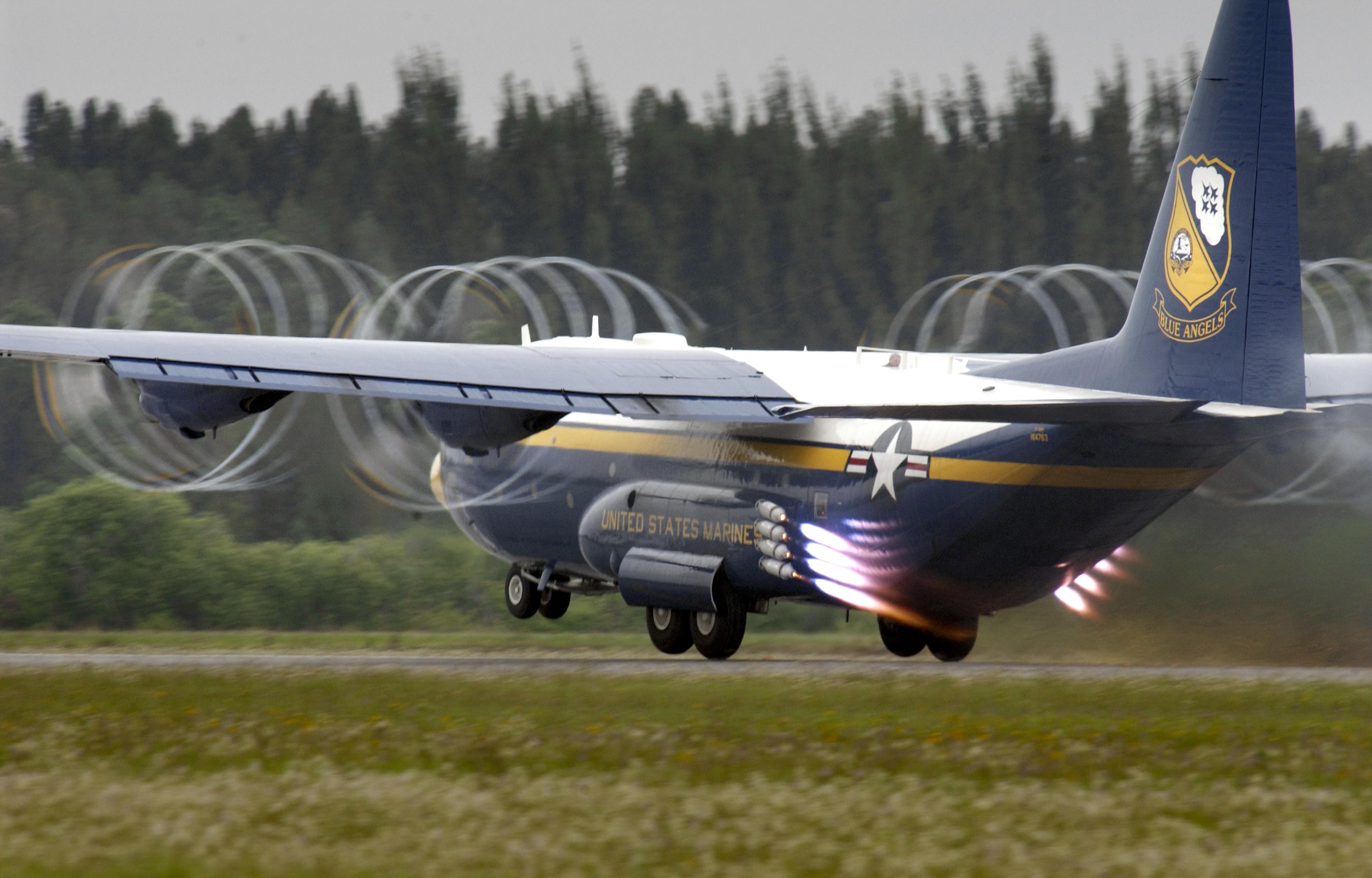
C-130 Hercules der Blue Angels in Punta Gorda

- Auf dem Punta Gorda Airport findet jährlich die Florida International Air Show statt.[16]